# Agente X: última misión
Agente X: última misión (título original: The Bricklayer) es una película de acción y suspenso estadounidense dirigida por Renny Harlin y escrita por Hanna Weg y Matt Johnson, basada en la novela de 2010 del mismo nombre de Paul Lindsay, quien usó el seudónimo de Noah Boyd. Está protagonizada por Aaron Eckhart, Nina Dobrev, Tim Blake Nelson, Ilfenesh Hadera y Clifton Collins Jr.
Se estrenó el 5 de enero de 2024 en Estados Unidos a través de Vertical Entertainment.

## Reparto
- Aaron Eckhart como Steve Vail.[2]
- Nina Dobrev como Kate Bannon.[2]
- Tim Blake Nelson como el director de la CIA O'Malley.[2]
- Ilfenesh Hadera como Tye Delson.[2]
- Clifton Collins Jr. como Víctor Radek.[2]

## Producción
La película se anunció en agosto de 2011, con Gerard Butler como protagonista y productor. En enero de 2022, se anunció que Eckhart protagonizaría y Butler seguiría produciendo. En febrero de 2022, se anunció que Dobrev se unió al elenco. Más tarde, ese mismo mes, se anunció que Tim Blake Nelson y Clifton Collins Jr. se unieron al elenco. En mayo de 2022, se informó que Hadera también fue elegida.
La fotografía principal comenzó en Salónica, Grecia, en marzo de 2022. El rodaje tuvo lugar en Nu Boyana Film Studios en Bulgaria y Grecia. 

## Estreno
En mayo de 2022, se informó que Screen Media adquirió los derechos de distribución de la película en América del Norte. Sin embargo, en octubre de 2023 se informó que Vertical Entertainment había adquirido los derechos y había fijado un día y fecha de estreno para el 5 de enero de 2024 en los Estados Unidos.